# 데빈성

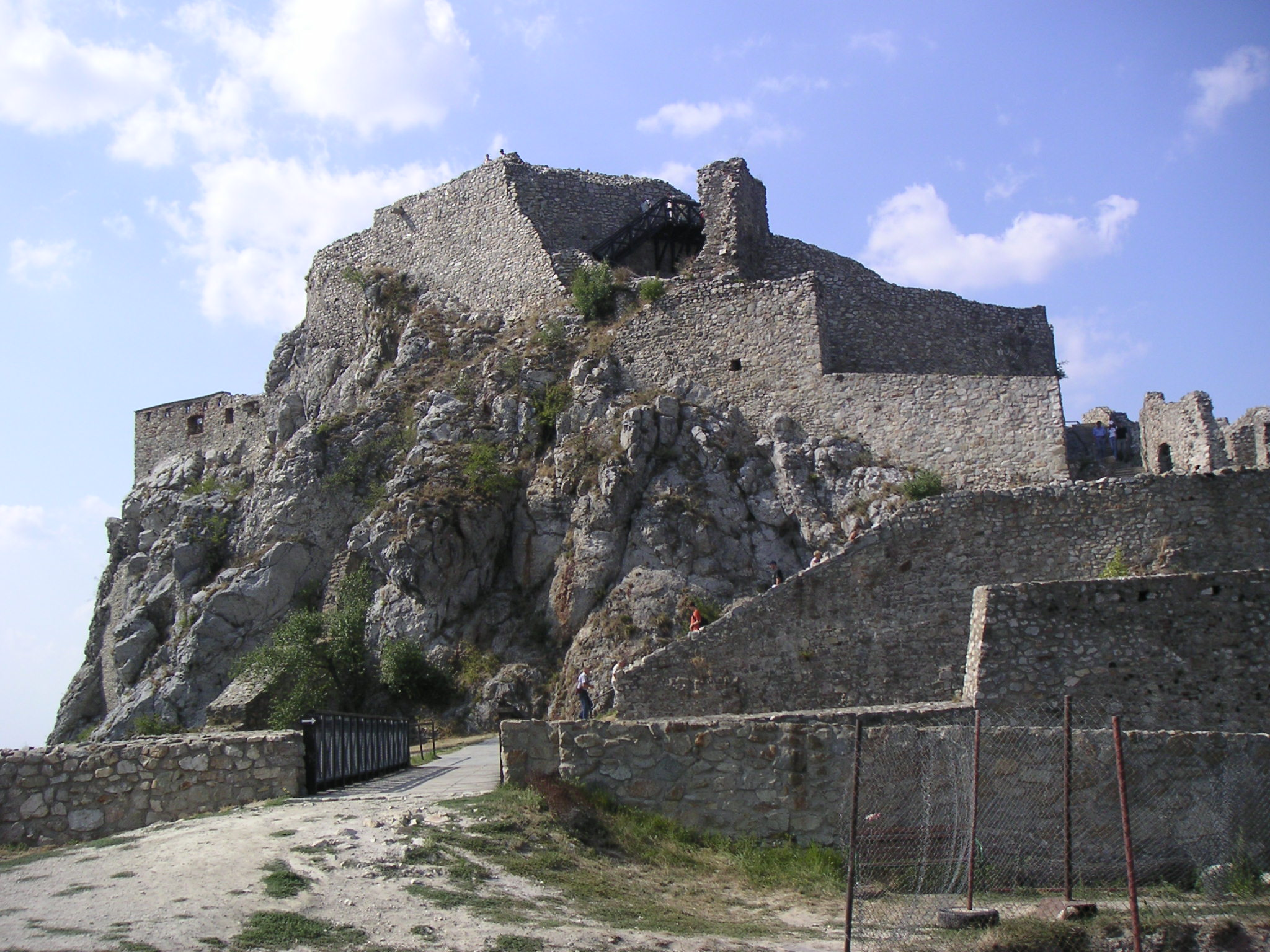
데빈성

데빈성(슬로바키아어: hrad Devín)는 슬로바키아 브라티슬라바 데빈에 있는 성이다.
이 유적지는 신석기 시대부터 사람이 살기 시작했으며 청동기, 철기 시대부터 요새화되었고 그 후에는 켈트족과 로마인에 의해 요새화되었다.
절벽(높이 212m)은 다뉴브강과 모라바강이 합류하는 지점에 위치하여 요새를 짓기에 이상적인 장소다. 이 요새는 다뉴브강을 따라 있는 중요한 무역로와 호박의 길의 한 지선을 감시한다.
이 성은 슬로바키아와 오스트리아 국경의 슬로바키아 영토 바로 안쪽에 있다. 국경은 모라바강을 따라 서쪽에서 동쪽으로 이어지고 그 후 다뉴브강을 따라 이어진다. 1989년 이전에는 동구권과 서구권 사이의 철의 장막이 성 바로 앞을 가로질러 있었다. 이 성은 대중에게 개방되었지만, 주변 지역은 군사 제한 구역을 구성했으며 망루와 철조망으로 엄중하게 요새화되었다. 벨벳 혁명 이후, 이 지역은 비무장화되었다.
성에는 벽, 계단, 열린 안뜰, 그리고 다양한 상태의 황폐한 정원이 펼쳐진 광활한 풍경이 있다. 복원 프로젝트는 2차 세계 대전이 끝난 이후로 진행되어 왔다.